# مسجد شهید ثالث
مسجد شهید ثالث مربوط به دوره قاجار است و در قزوین، خیابان مولوی، روبروی کوچه دیمج واقع شده و این اثر در تاریخ ۱۱ مرداد ۱۳۸۴ با شمارهٔ ثبت ۱۲۶۰۲ به‌عنوان یکی از آثار ملی ایران به ثبت رسیده‌است.
در این مسجد آرامگاه خانوادگی خاندان بهشتی شیرازی قرار دارد.
خاندان بهشتی شیرازی موسس این مسجد می باشند.
از جمله اشخاص مطرح خانواد بهشتی شیرازی سیدعلی اکبر بهشتی شیرازی ، سیداحمد بهشتی شیرازی و سید حسین بهشتی می باشند.